# Blue Mesa

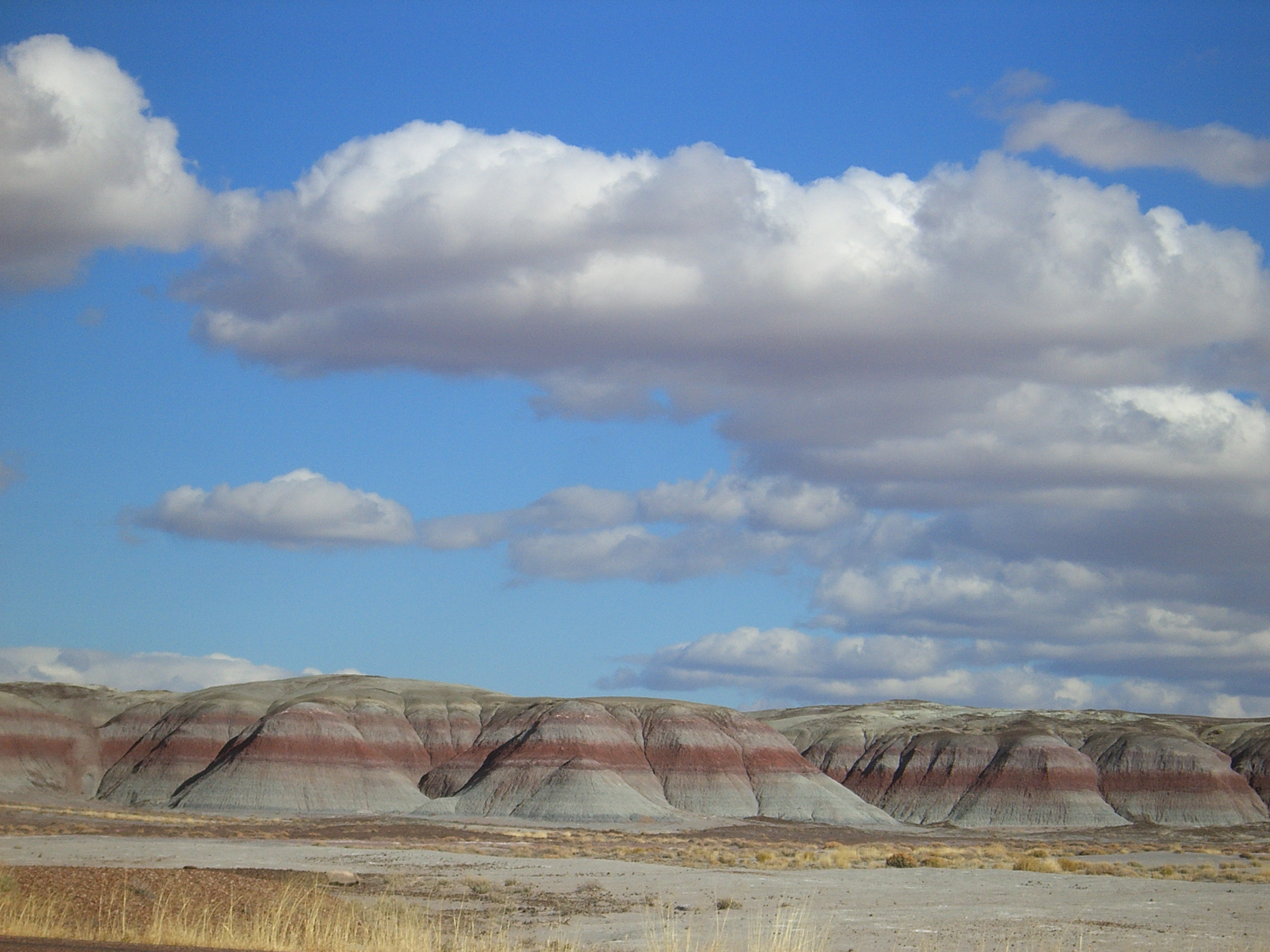
Blue Mesa

Blue Mesa is een gebied in het Nationaal park Petrified Forest in de staat Arizona, Verenigde Staten van Amerika. Het is een van de vier meest versteende gebieden van het park.
Het gebied behoort tot de Chinle-formatie.